# Langenweddingen
Langenweddingen aparține din anul 2001 de comuna Sülzetal, Sachsen-Anhalt, Germania.
Aici a avut loc în anul 1967 un incendiu din datele oficiale 94 victime, din care 44 copii , dupä coliziunea unei mașini cisterne cu un tren.